# A1高速公路 (法国)

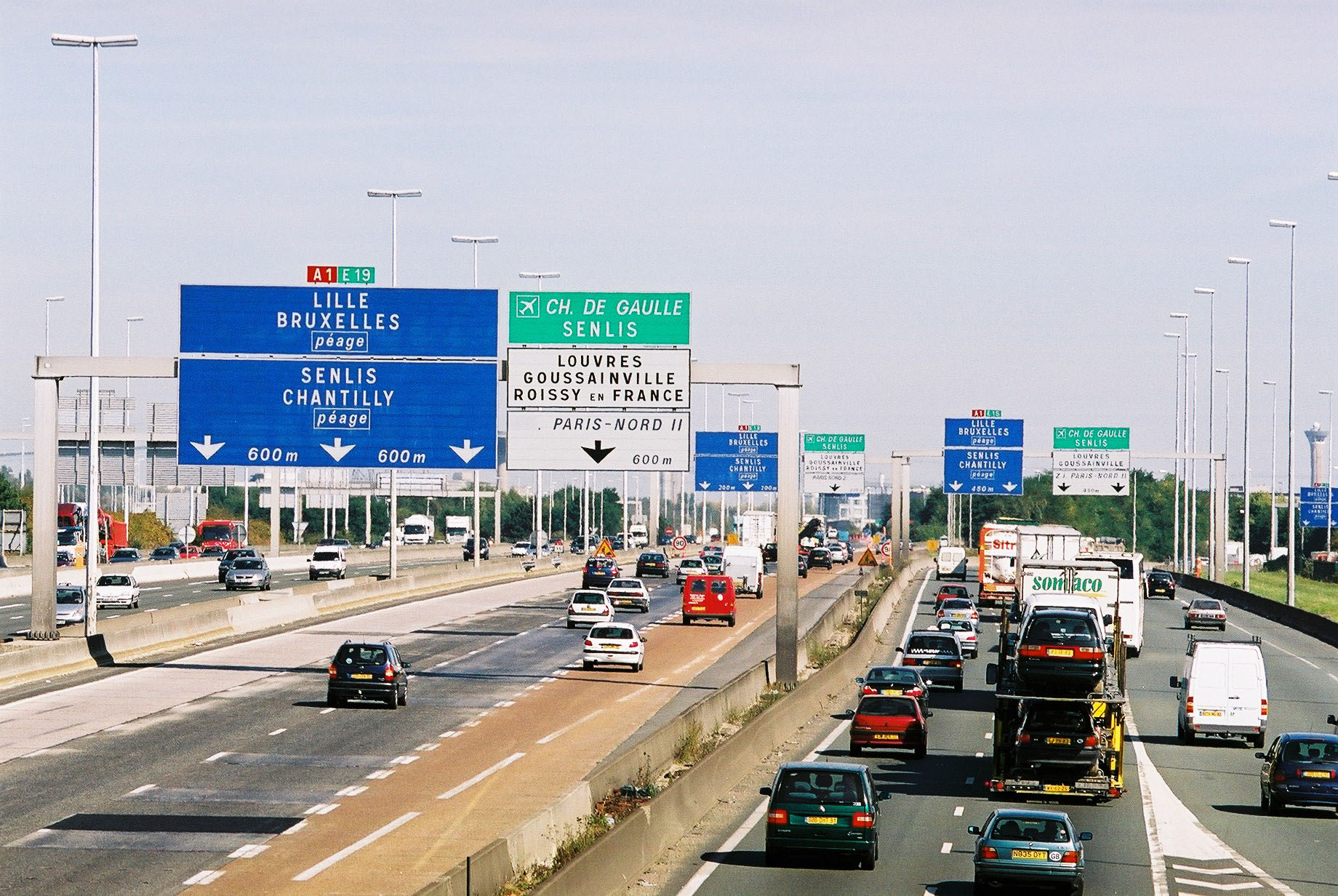
A1高速公路近法兰西地区鲁瓦西

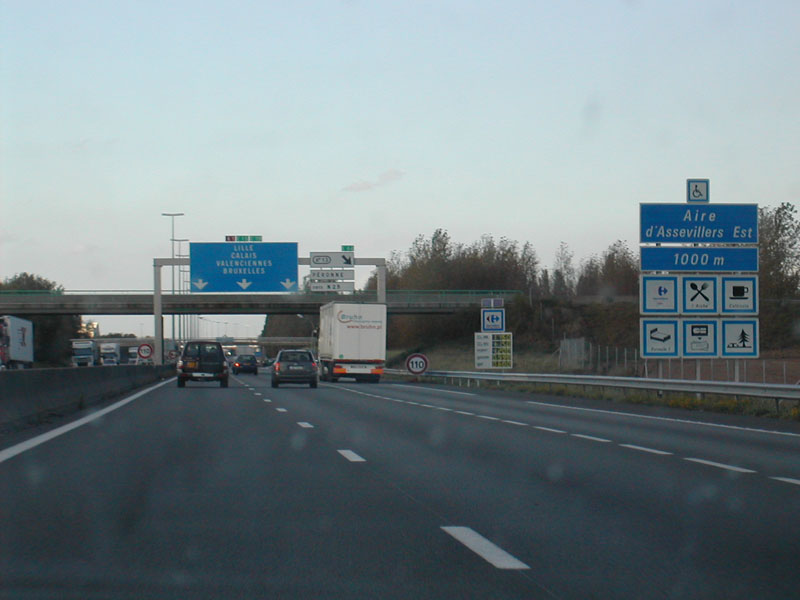
A1高速公路近佩罗讷

A1高速公路是法国的一条高速公路，全长211千米，于1967年建成通车。A1始于巴黎，终于里尔，是欧洲E15、E17、E19公路的一部分，SANEF负责管理。A1到达北部终点时与A25高速公路连接。